# Salt River Bay
Salt River Bay is een baai en beschermd landschap op het eiland Saint Croix in de Amerikaanse Maagdeneilanden. Het bevindt zich ongeveer 7 km ten noordwesten van de hoofdplaats Christiansted. In 1493 landde Christoffel Columbus in de baai en werd op de terugweg aangevallen door inheemse Cariben.

## Geschiedenis
Op 14 november 1493, tijdens de tweede reis van Columbus, gingen twintig man van boord om een inheemse dorp op de westelijke oever van de Salt River Bay te verkennen en te zoeken naar drinkwater. In het dorp werden Taíno inheemsen aangetroffen die door de Cariben tot slaaf waren gemaakt. Een paar Taino vrouwen en jongens werden bevrijd en meegenomen naar de schepen. Op de terugreis werden ze aangevallen door inheemse Cariben. Tijdens het gevecht kwam één Carib en één Spanjaard om het leven.
In 1641 werd door de Verenigd Koninkrijk begonnen met de aanleg van Fort Salé, een klein driehoekig fort, naast het verlaten inheemse dorp. In 1642 werd het fort afgemaakt door de Nederlanders. In de jaren 1650 tijdens de Franse periode werd het gebied rond Christiansted de belangrijkste haven en werd Fort Salé verlaten.
In 1922 en 1923 werd het gebied archeologisch onderzocht door Gudmund Hatt. Een batey (een centraal plein) werd ontdekt met versieringen die leken op de inheemse petrogliefen in het Caraïbisch gebied. De artefacten zijn meegenomen naar Denemarken, en bevinden zich in het Nationalmuseet in Kopenhagen.
In 1992 werd de baai en omliggend land beschermd vanwege de ecologische en archeologische waarde.

## Bioluminescentie
Salt River Bay is een van de zeven baaien in het Caraïbisch gebied waar bioluminescentie voorkomt. Het licht is niet altijd te zien en afhankelijk van het weer en de maanstand. Het blauwe licht wordt veroorzaakt door dinoflagellaten die bij de mangrovebossen voorkomen. De lichtflitsen zijn waarschijnlijk een verdedigingsmechanisme tegen aanvallen van plankton.